# British Rail Class 55
A British Rail Class 55 é uma classe de locomotivas diesel construídas entre 1961 e 1962 pela empresa English Electric do Reino Unido. Foram designadas para o transporte expresso de alta velocidade na ferrovia East Coast Main Line que liga Londres à Edimburgo, receberam o nome de Deltic devido a instalação do motor Napier Deltic provindo do protótipo da locomotiva, a British Railways DP1 DELTIC (sendo que o número DP1 nunca foi usado). Com a introdução da nova classe a InterCity 125 HST (High Speed Trains) a classe 55 foi sendo substituída para serviços semi-rápidos de transporte de passageiros, sendo que a remoção definitiva de seus serviços se deu entre janeiro de 1980 e dezembro de 1981.

## Produção
Após os testes do protótipo DP1 Deltic que foi construído pela Dick, Kerr & Co. foi feito um pedido junto à English Electric para a produção de 22 unidades do modelo.

### Lista da classe
| N° original | N° na ferrovia | Nome                                           | Retirada               | Estado                                                         |
| ----------- | -------------- | ---------------------------------------------- | ---------------------- | -------------------------------------------------------------- |
| D9000       | 55 022         | Royal Scots Grey                               | 2 de janeiro de 1982   | Preservada                                                     |
| D9001       | 55 001         | St. Paddy                                      | 5 de janeiro de 1980   | Desmanchada em fevereiro de 1980                               |
| D9002       | 55 002         | The King's Own Yorkshire Light Infantry        | 2 de janeiro de 1982   | Preservada                                                     |
| D9003       | 55 003         | Meld                                           | 31 de dezembro de 1980 | Desmanchada em março de 1981                                   |
| D9004       | 55 004         | Queen's Own Highlander                         | 28 de outubro de 1981  | Desmanchada em agosto de 1983                                  |
| D9005       | 55 005         | The Prince of Wales' Own Regiment of Yorkshire | 8 de fevereiro de 1981 | Desmanchada em fevereiro de 1983                               |
| D9006       | 55 006         | The Fife and Forfar Yeomanry                   | 8 de fevereiro de 1981 | Desmanchada em julho de 1981                                   |
| D9007       | 55 007         | Pinza                                          | 31 de dezembro de 1981 | Desmanchada em agosto de 1982                                  |
| D9008       | 55 008         | The Green Howards                              | 31 de dezembro de 1981 | Desmanchada em agosto de 1982 (uma das cabines foi preservada) |
| D9009       | 55 009         | Alycidon                                       | 2 de janeiro de 1982   | Preservada                                                     |
| D9010       | 55 010         | The King's Own Scottish Borderer               | 24 de dezembro de 1981 | Desmanchada em maio de 1982                                    |
| D9011       | 55 011         | The Royal Northumberland Fusiliers             | 8 de novembro de 1981  | Desmanchada em novembro de 1982                                |
| D9012       | 55 012         | Crepello                                       | 18 de maio de 1981     | Desmanchada em setembro de 1981                                |
| D9013       | 55 013         | The Black Watch                                | 20 de dezembro de 1981 | Desmanchada em dezembro de 1982                                |
| D9014       | 55 014         | The Duke of Wellington's Regiment              | 22 de novembro de 1981 | Desmanchada em fevereiro de 1982                               |
| D9015       | 55 015         | Tulyar                                         | 2 de janeiro de 1982   | Preservada                                                     |
| D9016       | 55 016         | Gordon Highlander                              | 30 de dezembro de 1981 | Preservada                                                     |
| D9017       | 55 017         | The Durham Light Infantry                      | 31 de dezembro de 1981 | Desmanchada em janeiro de 1983                                 |
| D9018       | 55 018         | Ballymoss                                      | 12 de outubro de 1981  | Desmanchada em janeiro de 1982                                 |
| D9019       | 55 019         | Royal Highland Fusilier                        | 31 de dezembro de 1981 | Preservada                                                     |
| D9020       | 55 020         | Nimbus                                         | 5 de janeiro de 1980   | Desmanchada em janeiro de 1980                                 |
| D9021       | 55 021         | Argyll and Sutherland Highlander               | 31 de dezembro de 1981 | Desmanchada agosto de 1982 (uma das cabines foi preservada)    |

## Galeria

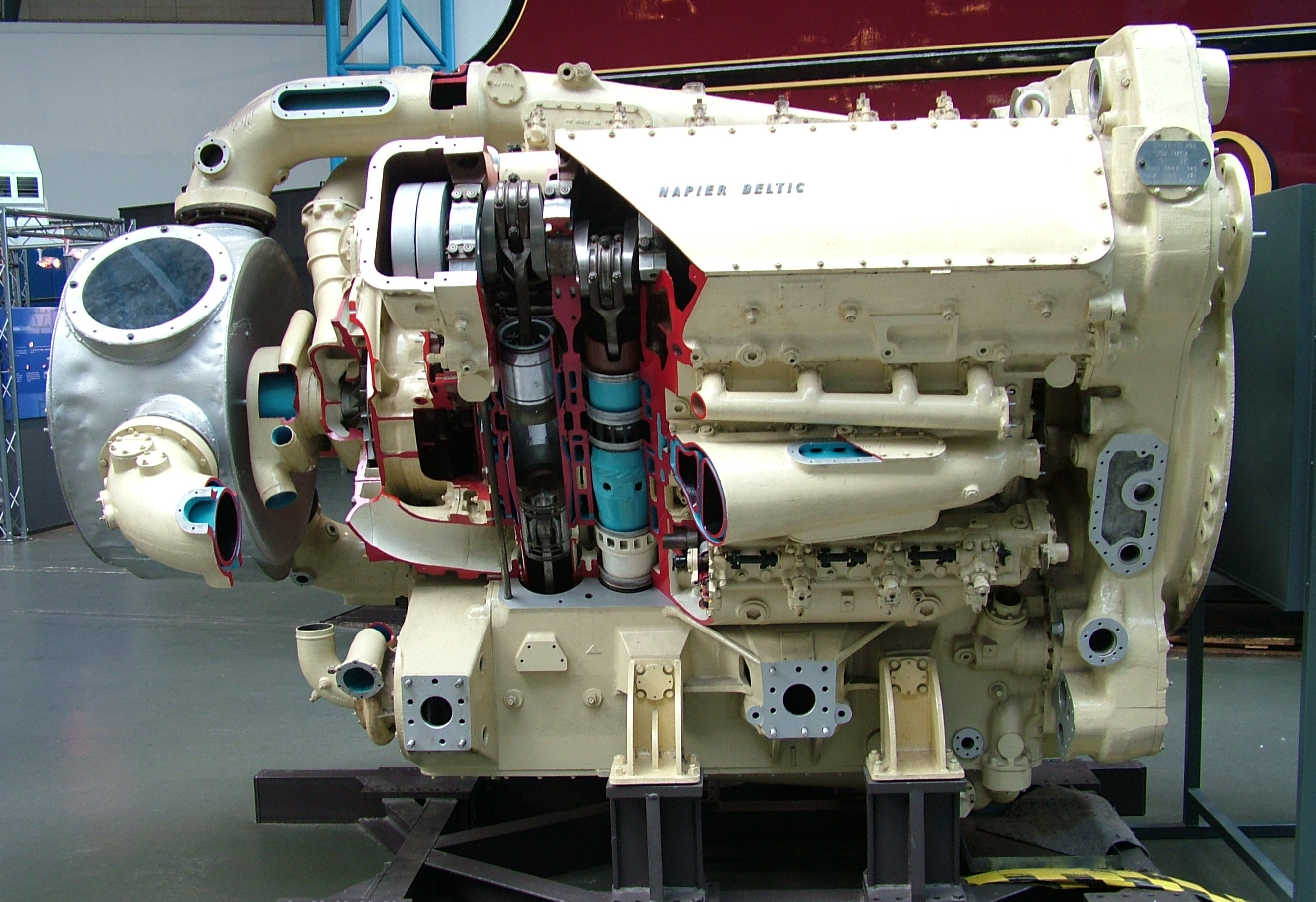
Motor Napier Deltic seccionado no National Railway Museum.
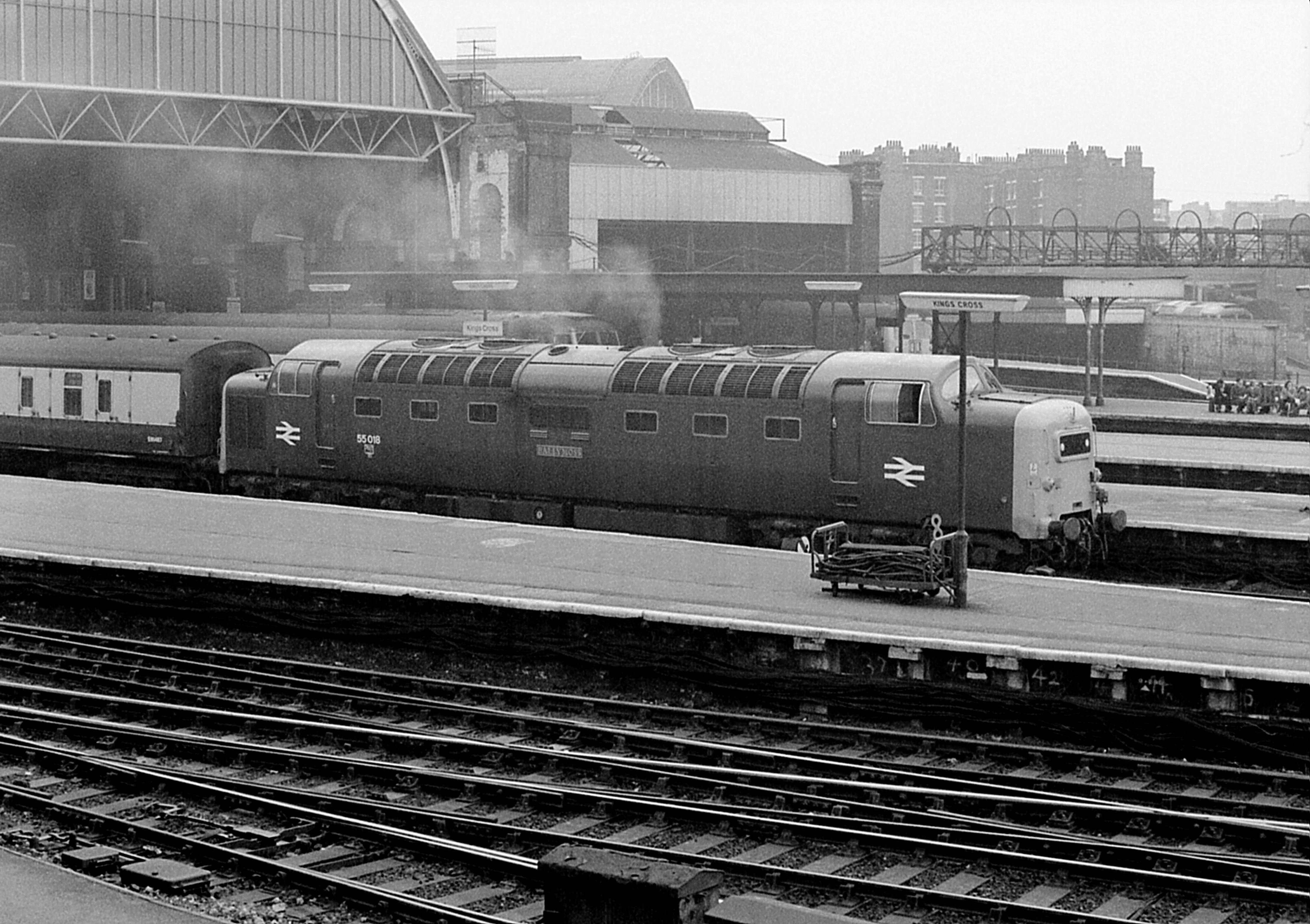
55 018 na estação King's Cross em 1976.
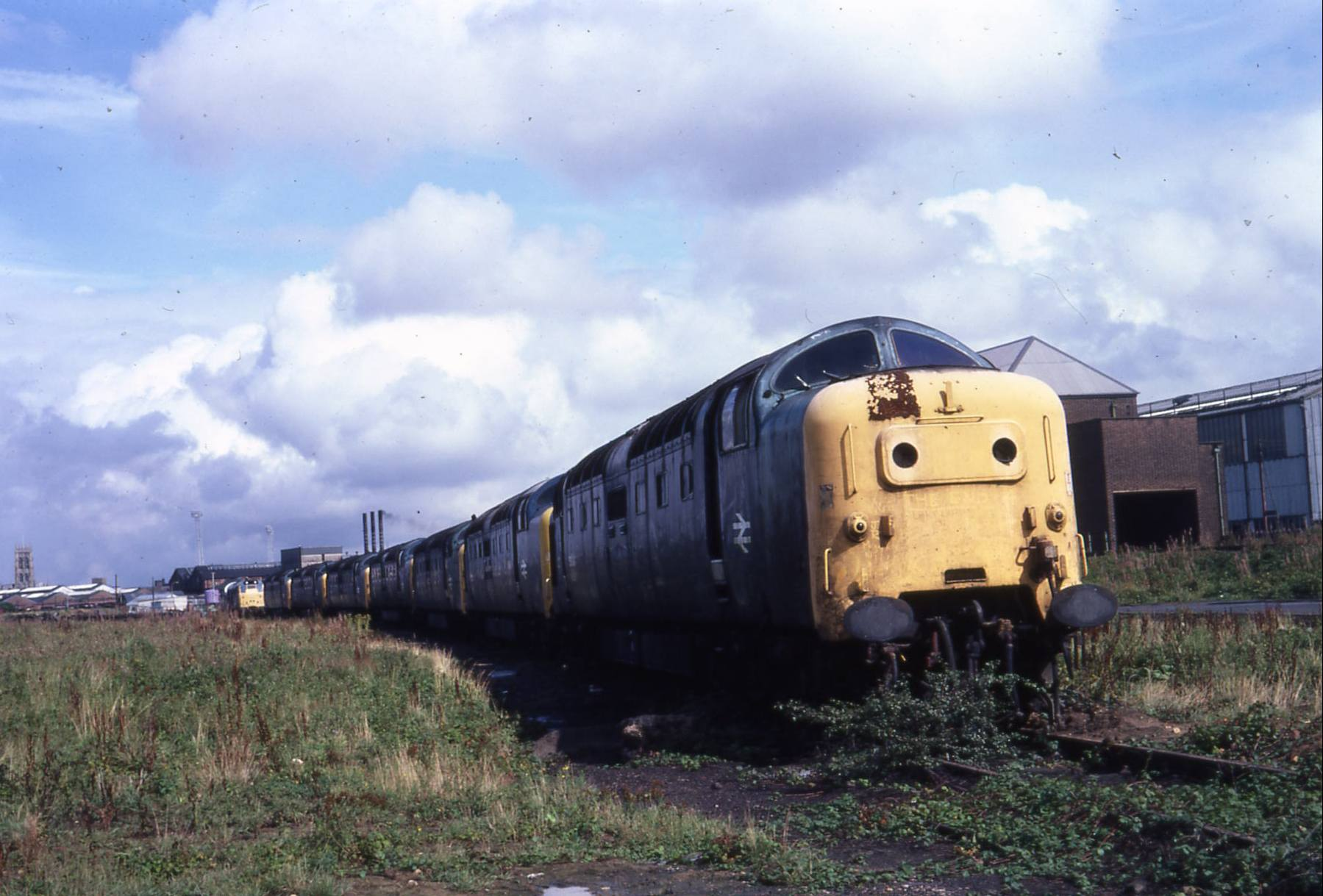
Sete locomotivas da Classe 55 retiradas do serviço. (c.1982)
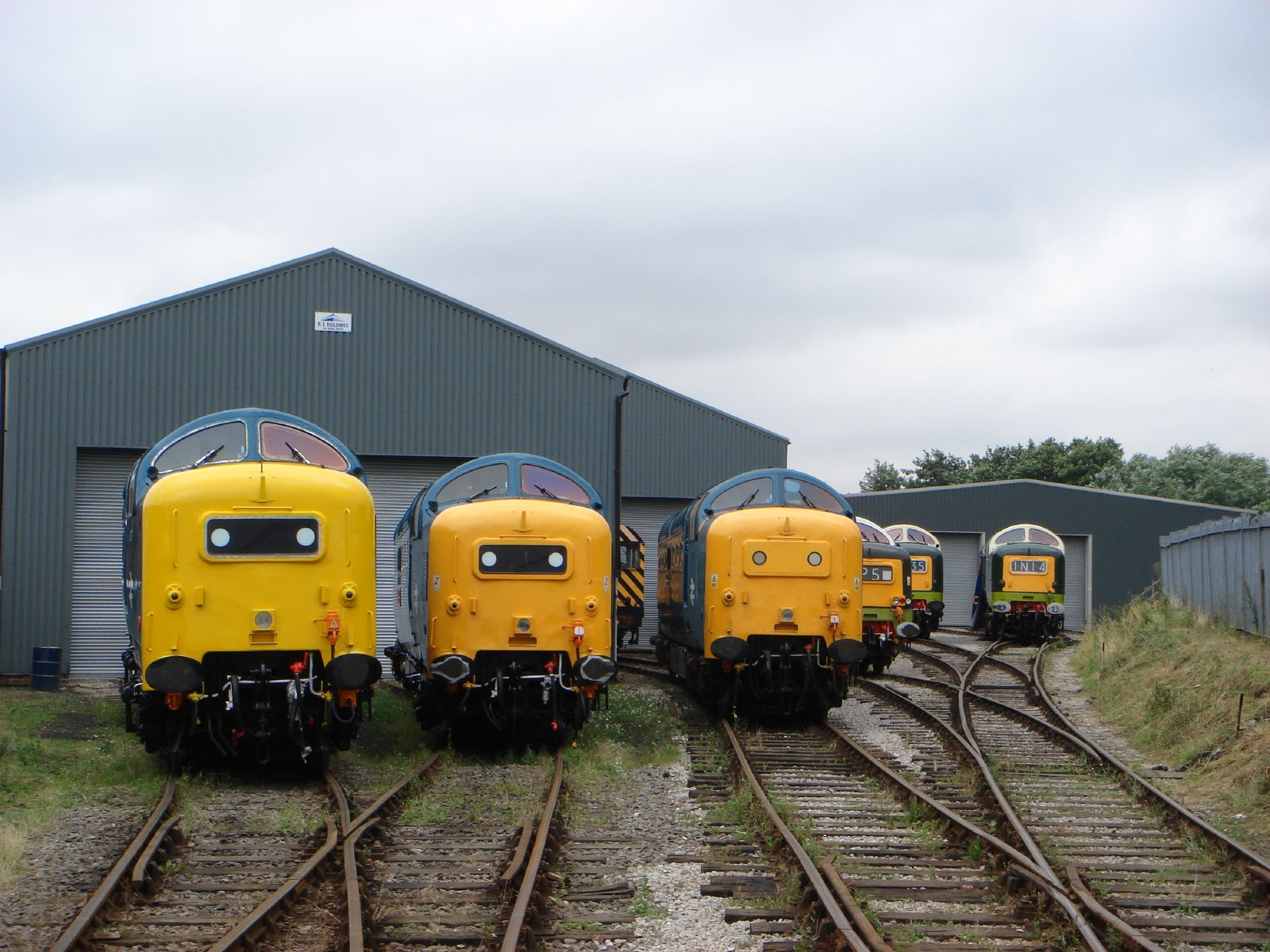
Todas as seis Deltics preservadas em Barrow Hill.
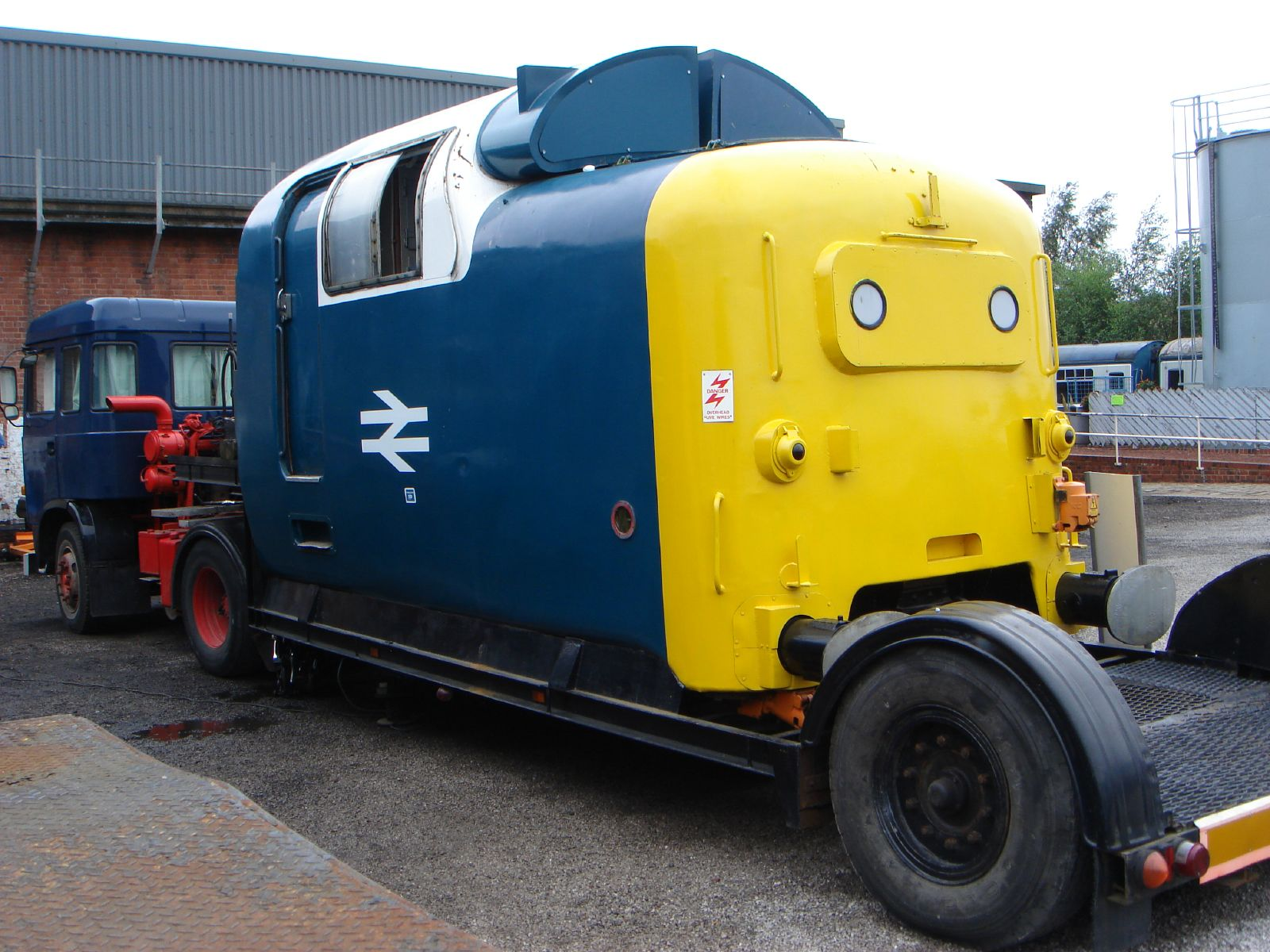
Cabine preservada da locomotiva D9008 (55 008) The Green Howards, hoje usada como um simulador da locomotiva, visto aqui em seu reboque.